# Diversité gamma
La diversité gamma est un concept fondamental en écologie qui décrit la variété totale des espèces présentes dans une région donnée ou un écosystème. Elle englobe l'ensemble des espèces qui occupent différents habitats et niches écologiques à l'intérieur de cette région. La diversité gamma est souvent étudiée à différentes échelles spatiales, allant des petits fragments d'habitats aux vastes paysages, afin de comprendre la répartition et l'abondance des espèces à travers des gradients environnementaux.

## Définition
Whittaker a introduit en 1960 la distinction entre la diversité alpha, qui représente la diversité d'un site ou d'un habitat, et la diversité bêta, qui correspond à la différence de diversité compositionnelle entre deux sites ou plus. La combinaison de la diversité alpha et de la diversité bêta donne la diversité gamma, qui reflète la diversité du paysage.
« La diversité gamma est définie comme le nombre total d'espèces présentes dans une grande zone ou un paysage, englobant plusieurs échantillons provenant de différentes communautés ».

## Mesure de la diversité gamma
La diversité alpha est la moyenne des diversités au sein de différents groupes, tandis que la diversité gamma est la diversité totale lorsque ces groupes sont combinés. La diversité gamma est toujours au moins égale à la diversité alpha et est plus grande lorsque les groupes sont différents les uns des autres. La différence entre la diversité gamma et alpha est appelée diversité bêta, qui mesure la différenciation entre les groupes. Whittaker a proposé une relation multiplicative entre ces diversités : α x β = γ. Lande, quant à lui, a suggéré une relation additive : α + β = γ. Ces approches visent à décomposer la diversité totale en contributions intra-groupe (alpha) et inter-groupe (bêta).
La diversité gamma peut être évaluée de différentes manières, en fonction des objectifs de l'étude et des données disponibles. Les mesures couramment utilisées incluent,, :
1. Richesse spécifique : Il s'agit du nombre total d'espèces présentes dans une région donnée. Cette mesure fournit une indication de la diversité totale mais ne prend pas en compte la répartition spatiale des espèces.
2. Indice de Shannon-Wiener : Cet indice prend en compte à la fois la richesse spécifique et l'équité de la répartition des espèces. Il est calculé en tenant compte du nombre d'espèces présentes et de leur abondance relative.
3. Indice de Simpson : Cet indice mesure la probabilité que deux individus choisis au hasard dans un échantillon appartiennent à la même espèce. Il est sensible à la dominance des espèces dans un écosystème.

Un large débat a eu lieu quant à l'approche a privilégier. Il apparaît cependant que la décomposition multiplicative permet seule la définition de la diversité β en tant que diversité au sens strict.
{\displaystyle {}^{q}\!D_{\gamma }={\frac {1}{\sqrt[{q-1}]{\sum _{i=1}^{S}p_{i}p_{i}^{q-1}}}}.}
Il s'agit de l'inverse de la moyenne pondérée des abondances relatives des espèces présentes dans l’ensemble de données (diversité totale de la zone ou paysage). Cette moyenne correspond au dénominateur de la formule : il s'agit d'une moyenne généralisée pondérée des abondances relatives, utilisant un exposant égal à q−1. Dans cette formule, S désigne le nombre total d’espèces recensées (la richesse spécifique), et pi représente la proportion de l’espèce i dans l’ensemble.

## Facteurs influençant la diversité gamma
La diversité gamma est influencée par une multitude de facteurs, tant abiotiques que biotiques. Il a cependant été montré, en Guyane française, que la structure et les variations de la diversité des communautés de vertébrés de taille moyenne à grande dans les forêts de terre ferme sont fortement influencées par la typologie géomorphologique des paysages. Celle-ci reflète une combinaison intégrée de facteurs géologiques, climatiques, topographiques et historiques. Comme cela a déjà été montré pour la diversité bêta des communautés d’arbres, cette variable synthétique permet de mieux rendre compte des différences entre les assemblages fauniques que des facteurs environnementaux considérés isolément.
Les processus qui réduisent la diversité, comme la compétition, la prédation ou la variabilité de l’environnement, tout comme ceux qui l’augmentent, tels que le mutualisme, la productivité ou la diversité des ressources, dépendent uniquement du type d’habitat. Par conséquent, la diversité varie entre les habitats de manière comparable d’un continent à l’autre, même si la diversité locale peut être plus élevée sur un continent que sur un autre.

## Importance de la diversité gamma
Face à la crise de la biodiversité, la compréhension des liens entre biodiversité et stabilité des écosystèmes aux larges échelles a fait l’objet de développements théoriques, en accord avec les besoins de gestion et de conservation. Un modèle théorique général a été proposé pour analyser la stabilité et la variabilité des écosystèmes à différentes échelles. En s’inspirant de la manière dont on découpe la biodiversité, les notions de variabilité alpha, bêta et gamma ont été proposées. À l’échelle régionale, en moyenne, la variabilité diminue lorsque l’on passe de l’échelle locale à l’échelle régionale, ce qui établit une relation négative entre variabilité et surface,.

## Conservation de la diversité gamma
La stabilité des écosystèmes à grande échelle peut s’expliquer en analysant l’effet des facteurs écologiques sur les variabilités alpha et bêta. La biodiversité, à travers ses effets de stabilisation, intervient à chaque niveau de variabilité, ce qui établit des liens entre diversité et stabilité aux échelles alpha, bêta et gamma, et la perte de biodiversité et d’habitats compromet la stabilité des écosystèmes à l’échelle régionale, mettant l'accent sur l'importance de sa conservation,.

## Pour en savoir plus